# NGC 4642
NGC 4642 is een spiraalvormig sterrenstelsel in het sterrenbeeld Maagd. Het hemelobject werd op 1 januari 1786 ontdekt door de Duits-Britse astronoom William Herschel.

## Synoniemen
- UGC 7893
- MCG 0-33-4
- ZWG 15.7
- IRAS 12407-0022
- PGC 42791